# Pieter de Huybert
Pieter de Huybert (ur. 1 sierpnia 1622, zm. 7 stycznia 1697) Był arystokratą urodzonym w rodzinnym majątku w Burgt i Kraayenstein. W latach 1664–1687 był wielkim pensjonariuszem prowincji Zelandia.